# Johann Georg Ramsauer
Johann Georg Ramsauer (Hallstatt, 7 mars 1797-Linz, 14 décembre 1876) est un archéologue autrichien, découvreur de la civilisation de Hallstatt.

## Biographie

Représentation des sépultures

Ingénieur des mines de Hallstatt, il découvre en 1846 sept sépultures. Le conservateur du Cabinet des médailles et antiquités de Vienne, le baron von Sacken, l'encourage à continuer ses travaux. Ramsauer dessine alors chaque tombe et son contenu de manière très précise et établit un plan d'ensemble du site. 
En mai 1847, il découvre lors des suites des fouilles de nombreuses autres tombes emplies d'objets en bronze, d'ambre et de fer. Lorsque les travaux prennent fin en 1864, c'est en tout neuf cent quatre-vingt-treize tombes qui ont été découvertes. Les objets sont datés du début de l'âge du fer. De nombreux archéologues du monde entier viennent visiter le site et en admirer et étudier les trouvailles tels John Evans, John Lubbock, Adolphe Morlot ou Édouard Lartet.

## Bibliographie

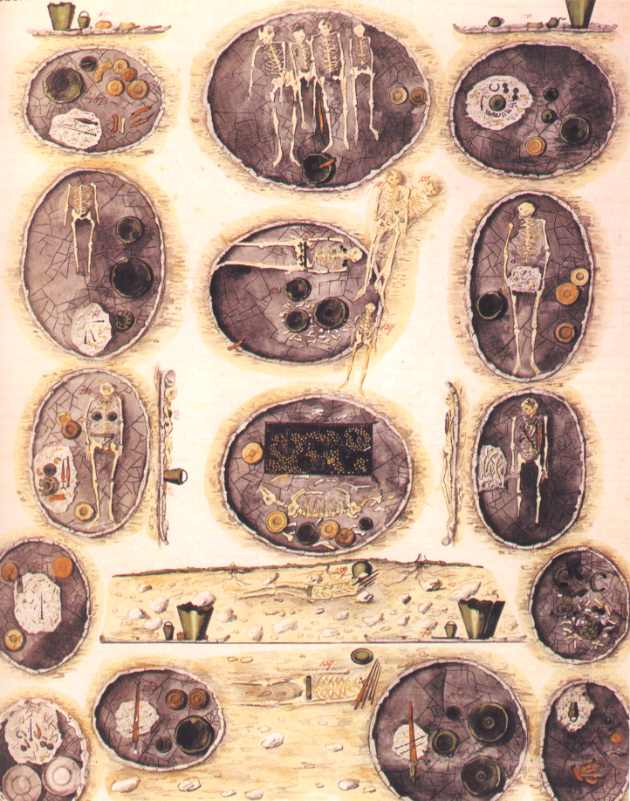
Objets découverts par Johann Georg Ramsauer à Hallstatt